# Enhydria ferruginea
Enhydria ferruginea är en insektsart som först beskrevs av Walker 1851.  Enhydria ferruginea ingår i släktet Enhydria och familjen lyktstritar. Inga underarter finns listade i Catalogue of Life.